# Comitatul Minnehaha, Dakota de Sud
Comitatul Minnehaha (în engleză Minnehaha County) este un comitat din statul Dakota de Sud, Statele Unite ale Americii. Începând cu recensământul din 2010, populația era de 169.468, făcându-l cel mai populat comitat din Dakota de Sud. Sioux Falls este centrul districtual, cel mai mare oraș din stat. Comitatul a fost creat de Europeni Americani in 1862 și organizat in 1868. Numele derivă de la cuvântul Mnihaha din limba Sioux și se traduce "apă rapidă" sau "cascadă" (de multe ori incorect tradus ca "apă ce râde").
Minnehaha County face parte din Sioux Falls , SD Metropolitan Statistical Area, cel mai mare din stat.

## Geografie
Conform Biroului de Recensămant al Statelor Unite, comitatul are o suprafață totală de 2,110km2, dintre care 2,090km2 este pământ iar 17km2 este apă. Râul Big Sioux curge prin el.

### Lacuri
- Lacul Castorului
- Lacul Buffalo
- Lacul Limpede
- Lacul Covell
- Fenstrman Slough
- Lacul Grass
- Lacul Loss
- Lacul Pierdut
- Rehfeldt Slough
- Lacul Scott

## Demografie
|  | Graficele sunt indisponibile din cauza unor probleme tehnice. Mai multe informații se găsesc la Phabricator și la wiki-ul MediaWiki. |

Date: Wikidata - grafică realizată de Wikipedia

## Legături externe
Materiale media legate de Comitatul Minnehaha la Wikimedia Commons